# Morizécourt
Morizécourt ist eine französische Gemeinde mit 94 Einwohnern (Stand: 1. Januar 2022) im Département Vosges in der Region Grand Est. Sie gehört zum Arrondissement Neufchâteau und zum Kanton Darney.

## Geografie

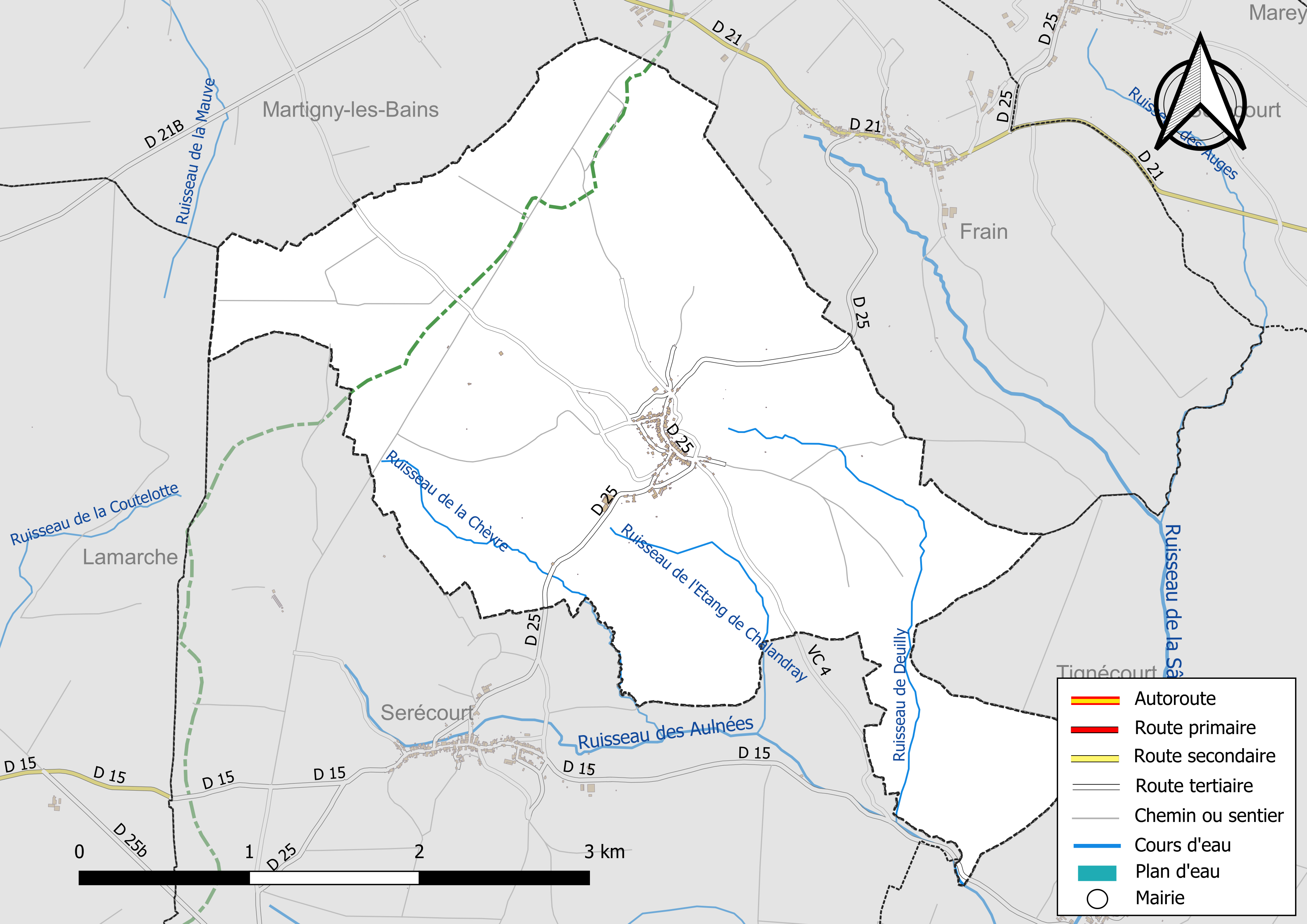
Wasserläufe der Gemeinde Morizécourt

Morizécourt liegt in Lothringen etwa 16 Kilometer südwestlich von Vittel und etwa 47 Kilometer westsüdwestlich von Épinal. Die Gemeinde liegt teilweise im Einzugsgebiet des Rheins und teilweise im Einzugsgebiet der Rhone. Es wird durch den Ruisseau de Deuilly, den Ruisseau de la Chèvre und den Ruisseau de l’Etang de Chalandray entwässert.
Umgeben wird Morizécourt von den Nachbargemeinden Frain im Nordosten, Tignécourt im Südosten, Serécourt im Süden, Lamarche im Westen sowie Martigny-les-Bains im Nordwesten.

## Bevölkerungsentwicklung
| Jahr                       | 1962 | 1968 | 1975 | 1982 | 1990 | 1999 | 2009 | 2019 |
| Einwohner                  | 177  | 169  | 160  | 150  | 141  | 133  | 125  | 101  |
| Quellen: Cassini und INSEE |      |      |      |      |      |      |      |      |

## Sehenswürdigkeiten
- Kirche Saint-Maurice mit romanischem Chor aus dem 12. Jahrhundert
- Ehemaliges Priorat der Benediktiner, seit 1976 in Teilen als Monument historique eingeschrieben
- Burgruine Deuilly, erbaut vor 1072, gegen 1670 geschliffen

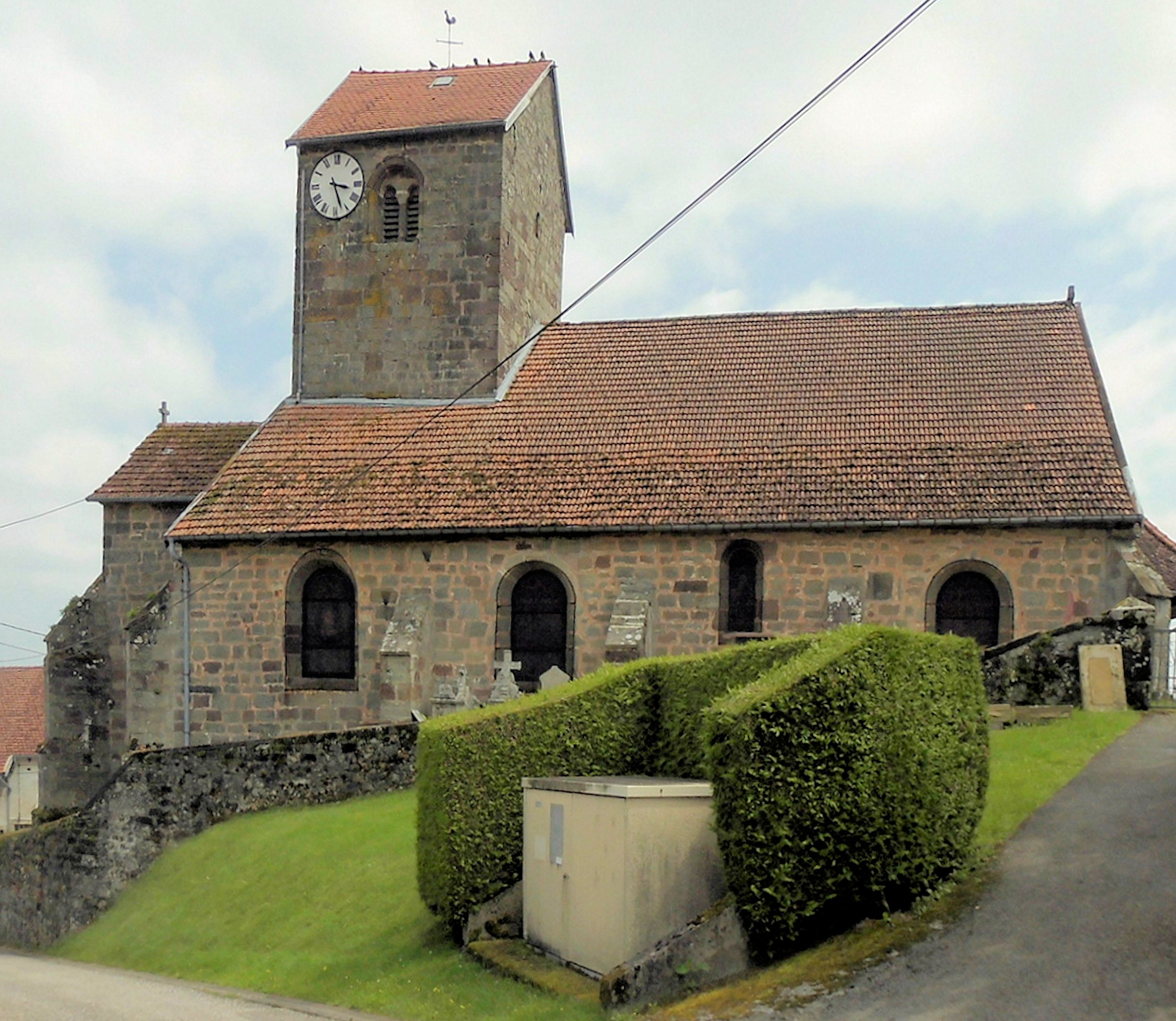
Kirche Saint-Maurice
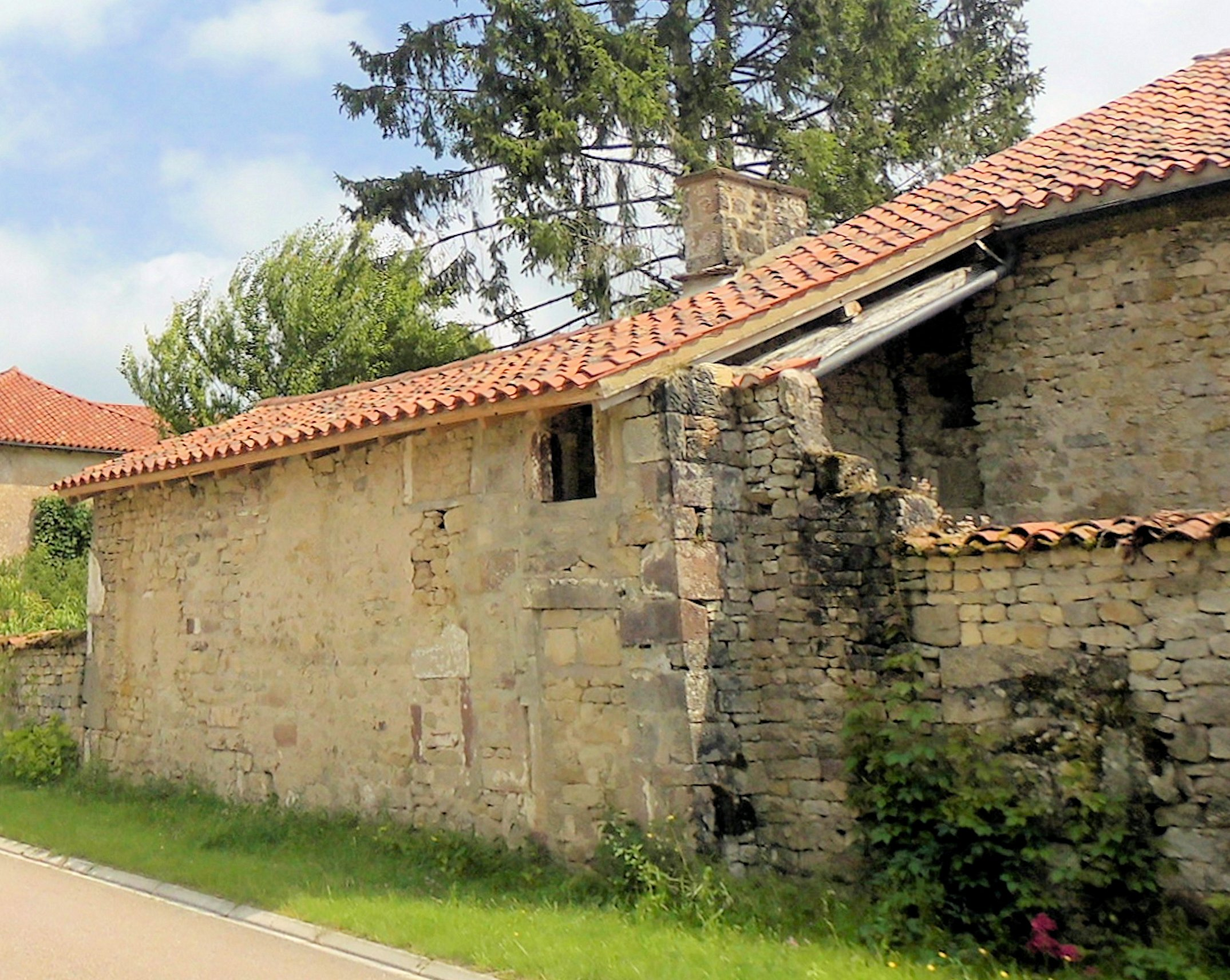
Ehemaliges Priorat